# 권벌 종가 고문서
권벌 종가 고문서(權橃 宗家 古文書)은 대한민국 경상북도 봉화군에 있는, 조선 중종 때 명신이며, 학자인 권벌(1478∼1548)의 종손가에 소장 되어온 고문서와 일괄 유물들이다. 1986년 11월 29일 대한민국의 보물 제901호로 지정되었다.

## 개요
조선 중종 때 명신이며, 학자인 권벌(1478∼1548)의 종손가에 소장 되어온 고문서와 일괄 유물들이다. 권벌은 연산군 2년(1496)에 진사가 되고 중종 2년(1507)에 문과에 급제하여 대간, 정원과 각 조의 판서 등 여러 벼슬을 지냈다. 인종 1년(1545)에 우찬성과 판의금부사를 지냈으며, 을사사화 때 소윤일파에 의하여 삭주로 유배가서 그곳에서 죽었다. 선조 때 억울함이 풀어져 영의정에 추증되었고, 안동의 삼계서원에 모셔졌다.
태종 14년(1414)에 황보인의 과거 합격자명단인 문과방목을 비롯하여, 성종 대 권벌의 어머니 윤씨 남매의 재사분배기록인 재산분배기가 있다. 또한 중종 때 권벌 선생에게 내려진 교서와 임금의 명령서인 교지, 관에서 발급하는 문서로 개인이 어떤 사실을 확인해줄 것을 요청할 때 이를 확인해 인정해주는 문서인 입안, 개인이 관청에 어떤 사실을 청원할 때 쓰는 진정서인 소지, 명문 등 570년간에 걸쳐 내려온 고문서가 수십종 1,000여점이 되나, 그중 15종 274점 선별 조사하였다.
이러한 각종 고문서와 유물들은 각각 역사적 자료로서의 가치가 높아, 조선 전기의 가족제도와, 정치, 인사행정제도 연구에 각각 중요한 자료들로 평가된다.

## 같이 보기
- 권벌 충재일기 - 보물 제261호
- 권벌 종가 전적 - 보물 제896호
- 권벌 종가 유묵 - 보물 제902호

## 참고 자료
- 권벌 종가 고문서 - 국가유산청 국가유산포털